# Centrotus mairei
Centrotus mairei är en insektsart som beskrevs av Bergevin 1932. Centrotus mairei ingår i släktet Centrotus och familjen hornstritar. Inga underarter finns listade i Catalogue of Life.